# Ballwil
Ballwil es una comuna suiza del cantón de Lucerna, situada en el distrito de Hochdorf. Limita al norte con la comuna de Hohenrain, al este con Sins (AG), al sureste con Inwil, al suroeste con Eschenbach, y al oeste con Hochdorf.